# 佩尔卡姆
佩尔卡姆是德国巴伐利亚州的一个市镇。总面积14.22平方公里，总人口1560人，其中男性776人，女性784人（2011年12月31日），人口密度110人/平方公里。